# Credit Where Credit's Due
"Credit Where Credit's Due" is de tweede aflevering van het eerste seizoen van Veronica Mars.

## Verhaal
Weevil wordt verdacht van creditcardfraude, waarop Veronica zijn onschuld probeert aan te tonen. Veronica wordt in een journalistiekklas gezet. In deze klas krijgt Veronica de opdracht om foto's te maken van een surfwedstrijd, ze moet hierdoor een autorit maken met haar ex-vriend Duncan.

## Muziek
- "Word Up" - KoЯn
- "Hi Lo" - Under the Influence of Giants
- "Troubled Times" - Fountains of Wayne
- "Here It Comes" - Longwave
- "Lover" - Maureen Davis